# Conus sanguineus
Espèce
Conus sanguineus est une espèce de mollusques gastéropodes marins de la famille des Conidae.
Comme toutes les espèces du genre Conus, ces escargots sont prédateurs et venimeux. Ils sont capables de « piquer » les humains et doivent donc être manipulés avec précaution, voire pas du tout.

## Description
La taille de la coquille varie entre 38 mm et 78 mm. La spire est concavement élevée, non coronée. Le verticille est lisse, légèrement strié en dessous. Il est irrégulièrement marbré de marron et de blanc, avec des lignes tournantes équidistantes de marron portant des taches blanches, granuleusement élevées. 

## Distribution
Cette espèce marine est présente au large des Petites Antilles et des Bahamas au Venezuela.

## Taxonomie

### Publication originale
L'espèce Conus sanguineus a été décrite pour la première fois en 1850 par le zoologiste français Louis Charles Kiener dans « Spécies général et iconographie des coquilles vivantes Vol 2 »,.

### Synonymes
- Conus (Stephanoconus) sanguineus Kiener, 1850 · appellation alternative
- Tenorioconus sanguineus (Kiener, 1850) · non accepté